# Toralv Maurstad

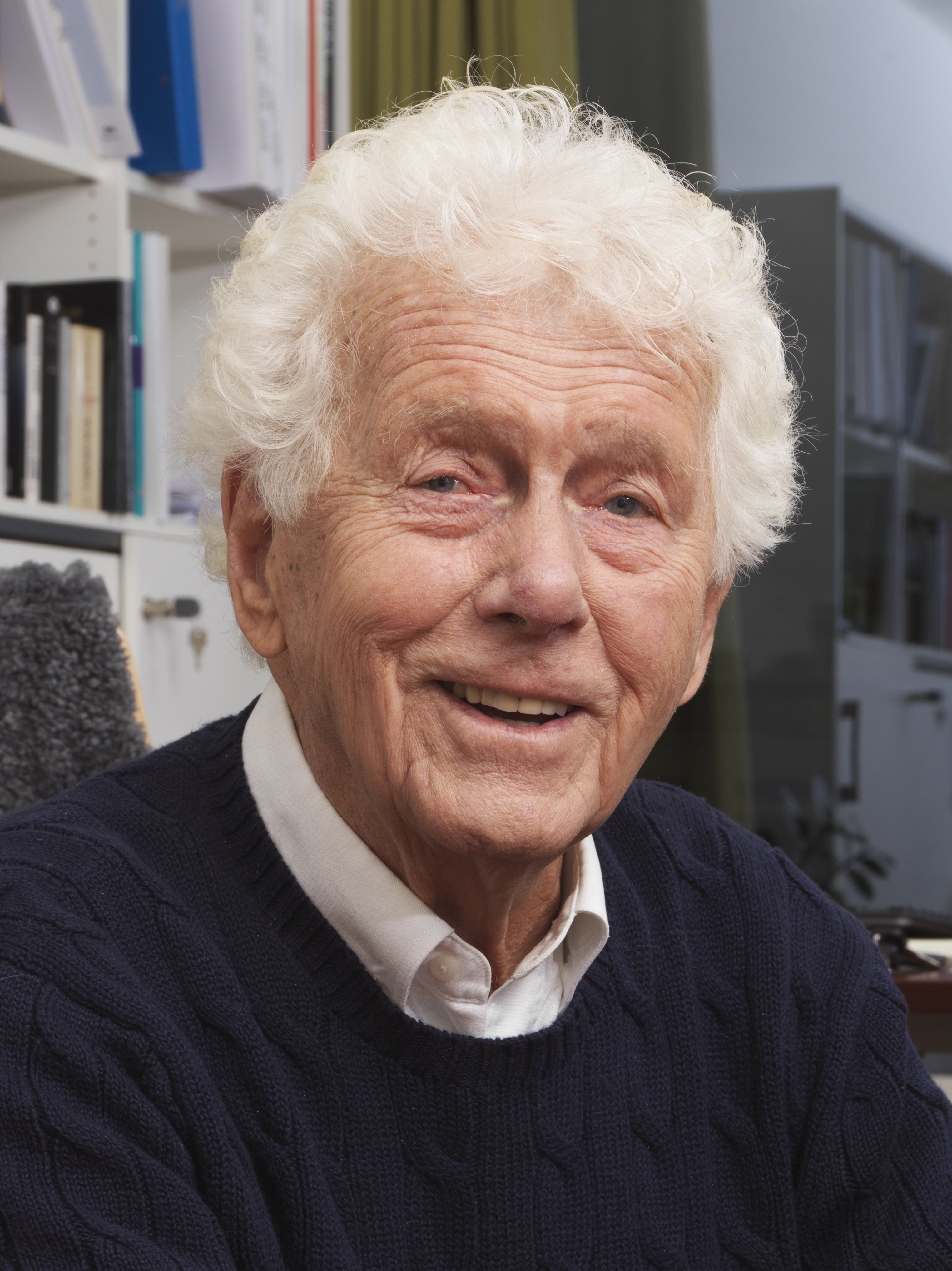
Toralv Maurstad, 2016.

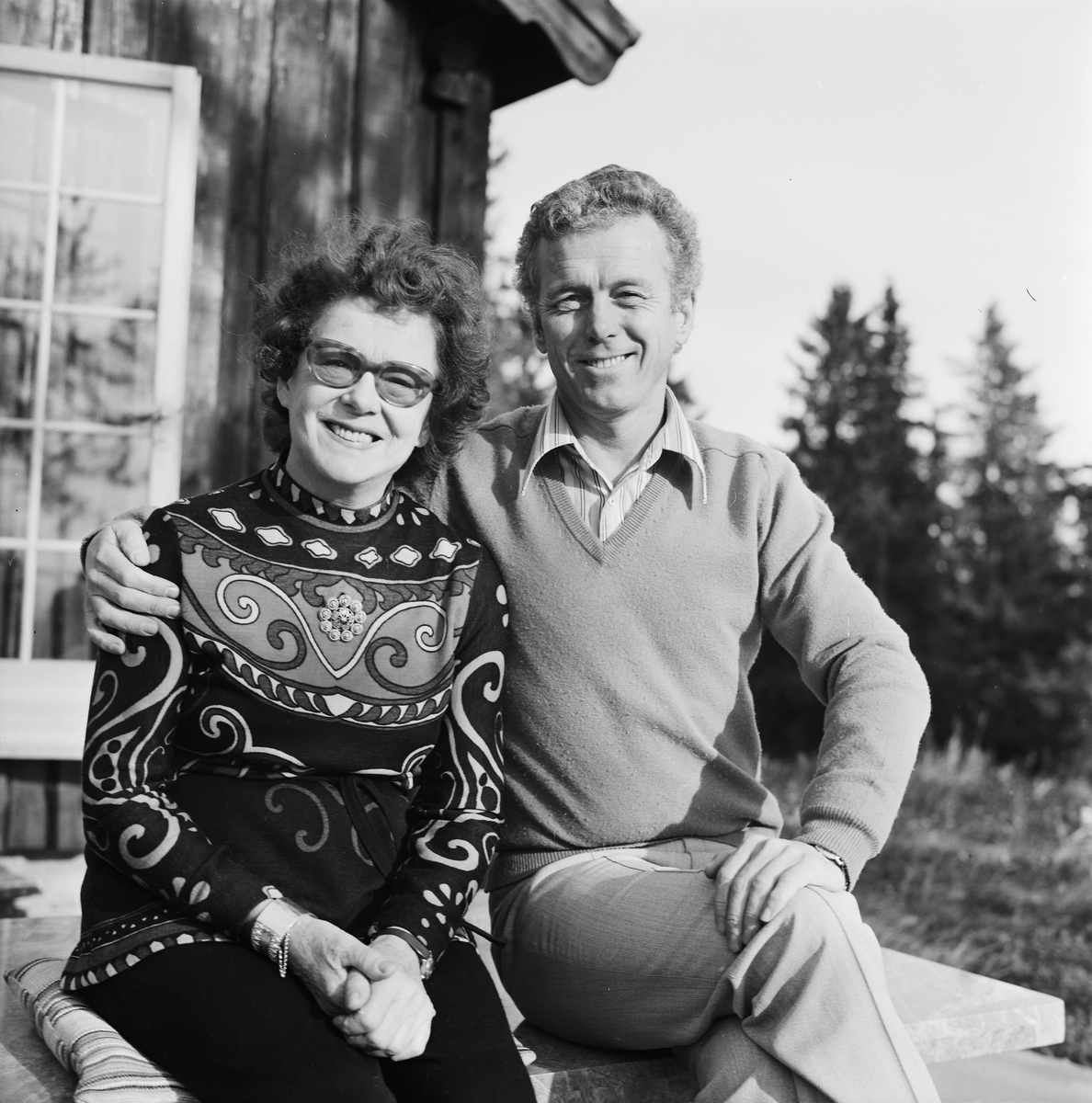
Toralv Maurstad und seine Mutter Tordis Maurstad, 1973.

Toralv Maurstad (* 24. November 1926 in Bærum; † 4. November 2022) war ein norwegischer Schauspieler, Regisseur und Theaterleiter.

## Leben
Maurstad absolvierte von 1947 bis 1949 an der Royal Academy of Dramatic Art in London eine Schauspielerausbildung. Zunächst trat er in nur in Nebenrollen auf, sein Debüt als Hauptdarsteller hatte 1949 am Trøndelag Teater. 1951 zog Maurstad nach Oslo und war anschließend am Det Nye Teater tätig. Seinen ersten großen Auftritt im Film hatte er 1951 in Kranes konditori.
Ab 1954 war Maurstad am Nationaltheatret in Oslo tätig, wo er an einer Reihe von Komödien und zeitgenössischen Theaterstücken mitwirkte, wie unter anderem in John Osbornes Blick zurück im Zorn (Look Back in Anger).  1962 wurde er mit dem Aamot-statuetten ausgezeichnet und 1963 erhielt er den Kritikerprisen in der Kategorie Theaterkritiker-Preis. Auch wirkte bei einigen klassischen Interpretationen mit, so als Puck in Shakespeares Ein Sommernachtstraum und hatte die Hauptrolle in  Erasmus Montanus, Peer Gynt und Brand. Seinen bekanntesten Auftritt hatte er 1961 in einer Gastrolle am Det Norske Teatret in der Aufführung Eines langen Tages Reise in die Nacht von Eugene O’Neill.
Maurstad war von 1967 bis 1977 Theaterleiter am Oslo Nye Teater und anschließend am Nationaltheatret von 1978 bis 1986. Seine Zeiten als Theaterleiter an beiden Häusern waren geprägt von großen künstlerischen Erfolgen aber auch von Unruhen, so z. B. als am Nationaltheatret acht Schauspieler zu einem Streik aufriefen.
Nach 1986 wirkte er bis zu seiner Rente freiberuflich an verschiedenen norwegischen Theatern mit. Des Weiteren trat Maurstad noch bis 2011 als Schauspieler in mehreren Filmen und Fernsehserien auf.
Toralv Maurstad starb im November 2022 im Alter von 95 Jahren.

## Filmografie

### Schauspieler und Synchronsprecher
- 1937: Fant
- 1942: Trysil-Knut, «Skolegutt»
- 1951: Kranes konditori
- 1952: Andrine og Kjell
- 1954: Cirkus Fandango
- 1955: Hjem går vi ikke
- 1961: Leidenschaftliche Begegnung (Line)
- 1962: Gengangere
- 1962: Kalde spor
- 1963: Om Tilla
- 1967: Svarte palmekroner
- 1968: Hennes meget kongelige høyhet
- 1970: Song of Norway
- 1975: Hintertupfinger Grand Prix  (Flåklypa Grand Prix, norwegische Stimme zu «Ludvig»)
- 1983: Spionageschiff (Spyship)
- 1985: Wettlauf zum Pol (The Last Place on Earth)
- 1986: Peer Gynt
- 1987: Geheimsache Rubicon (Etter... Rubicon)
- 1991: Die Schöne und das Biest (Beauty and the Beast, norwegischer Sprecher)
- 1991: Feivel, der Mauswanderer im Wilden Westen (An American Tail: Fievel Goes West, norwegische Stimme)
- 1992: Tom & Jerry – Der Film (Tom and Jerry: The Movie, norwegische Stimme)
- 1994: Det var en gang...
- 1995: Asterix in Amerika (Asterix in America, norwegische Stimme zu «Julius Cæsar»)
- 1996: Auf der Jagd nach dem Nierenstein (Jakten på nyresteinen)
- 1998: Sonny, der Entendetektiv (Solan, Ludvig og Gurin med reverompa, norwegische Stimme zu «Ludvig»)
- 1998–1999: Hotel Cæsar (Fernsehserie)
- 2000: Das Hundehotel (Hundehotellet, norwegische Stimme)
- 2001: Olsenbandens første kupp (norwegische Fernsehserie)
- 2002: Spy Kids 2 – Die Rückkehr der Superspione (Spy Kids 2: The Island of Lost Dreams, norwegische Stimme)
- 2004: Olsenbanden jr. på rocker’n
- 2007: Størst av alt
- 2011: Magic Silver 2 – Die Suche nach dem magischen Horn (Blåfjell 2 – Jakten på det magiske horn)

### Drehbuchautor
- 1975: Glade vrinsk

### Regisseur
- 1988: Konsultasjon eller helbredelsens kunst

## Theater
- 2007: Beckett, «Krapp» in Das letzte Band (Krapps siste spole)
- 2005: Warten auf Godot (Vente på Godot) «Wladimir»
- 1968: Cabaret, The Emcee

## Auszeichnungen
- 1962: Aamot-statuetten
- 1963: Kritikerprisen
- 1974: Ritter des St. Olavs Orden
- 2005: Heddaprisen
- 2006: Anders Jahres kulturpris
- 2007: Kommandeur des St. Olavs Orden.
- 2008: Leif Justers ærespris

## Familie
Toralv Maurstad ist der Sohn des Schauspielerehepaares Alfred Maurstad und Tordis Maurstad sowie der Halbbruder der Schauspielerin Mari Maurstad. Er war in erster Ehe mit der schwedischen Schauspielerin Eva Henning, anschließend mit Anne-Ma Burum verheiratet. Silvester 1999 heiratete er im Alter von 73 Jahren die damals 39-jährige norwegische Schauspielerin und Regisseurin Beate Eriksen.  2001 wurde ein Antrag des Ehepaares auf Adoption eines Kindes abgelehnt, weil Maurstad zu alt war, da in Norwegen Adoptiveltern im Alter von 25 bis 45 Jahren sein müssen.